# السيخية في أفغانستان

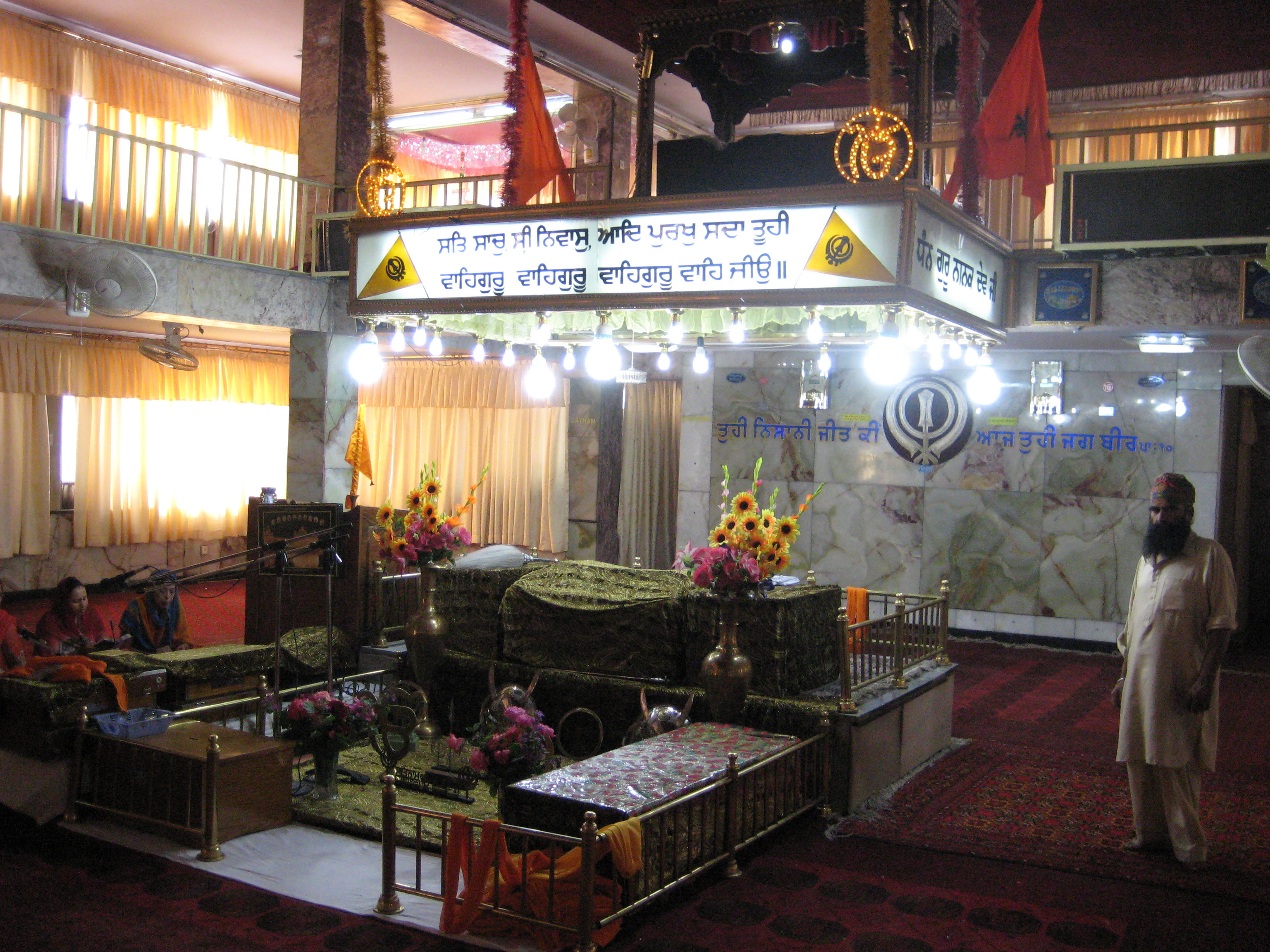
غوردوارا كارتي باروان في كابُل.

تنشر الديانة السيخية بين عدد صغير من السكان في أفغانستان، ولا سيّما في المدن الكبرى، ويعيش العدد الأكبر من السيخ الأفغان في جلال آباد وغزنة وكَابُلْ وفي مدينة قندهار بدرجة أقل. هؤلاء السيخ هم من المواطنين الأفغان من الناطقين باللغة البشتوية أساساً، ولكنهم يتحدثون أيضًا باللغة الدرية أو الهنديَّة أو البنجابيَّة. ويبلغ إجمالي عدد السيخ في أفغانتسان حوالي 1,200 أسرة أو 8,000 فرد.

## التجمعات السيخية

### كَابُلْ

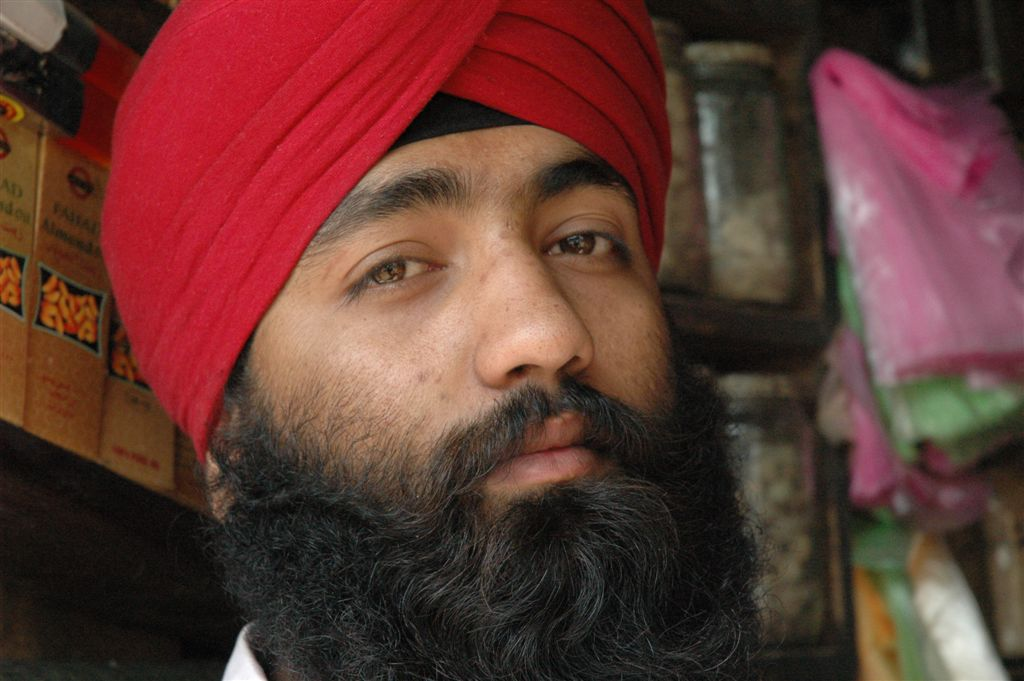
رجل سيخي من كابُل.

كان هناك أكثر من 20,000 سيخي في كَابُلْ في عقد 1980، ولكن بعد بداية الحرب الأهلية في عام 1992، فرّ معظمهم. وتم تدمير سبعة من أصل ثمانية معابد سيخية في كابُل خلال الحرب الأهليّة. وبقي فقط معبد غوردوارا كارتي باروان، والذي تقع في منطقة كارتي باروان في كابل. ويتمركز السيخ اليوم في كارت باروان وبعض أجزاء المدينة القديمة.

### جلال آباد
اعتباراً من عام 2001، ضمت جلال آباد على 100 عائلة من السيخ، وبلغ عددهم حوالي 700 شخص، ويتعبدون في معبد غوردواراس الكبير. في 1 يوليو من عام 2018، قُتل ما لا يقل عن عشرة من السيخ في تفجير انتحاري مستهدف في سوق يملكه السيخ. وأعلن الفرع المحلي لتنظيم الدولة الإسلامية - ولاية خراسان مسؤوليته.

### قندهار
يوجد في قندهار مجتمع سيخي صغير له حضور ملحوظ، ويتكون من حوالي 15 أسرة فقط تعيش هناك بحسب تقديرات عام 2002.

## تاريخ

### التاريخ المبكر
قام بعض أوائل السيخ من خاتري بإنشاء مستعمرات في أفغانستان والحفاظ عليها لأغراض تجارية. في وقت لاحق، أدّت النزاعات بين السيخ السيمل وإمبراطورية السيخ ضد الدولة الدرانية المتمركزة في أفغانستان إلى التوتر. خدم السيخ أيضاً في جيش الإمبراطورية البريطانية خلال عدة عمليات عسكرية في أفغانستان في القرن التاسع عشر.

### الحروب
خلال الحرب السوفيتية في أفغانستان في الثمانينيات من القرن العشرين، فرّ العديد من السيخ الأفغان إلى الهند، حيث يعيش 90% من مجمل السيخ في العالم؛ تلاها موجة ثانية أكبر أعقبت سقوط نظام محمد نجيب الله عام 1992. وتم تدمير المعابد السيخيَّة (غوردوارا) في جميع أنحاء البلاد خلال الحرب الأهلية في التسعينات من القرن العشرين، ولم يتبق سوى غوردوارا كارتي باروان في كابُل.
تحت حكم طالبان، كان السيخ أقلية دينية، وعوملوا بتسامح نسبي وسُمح لهم بممارسة دينهم. ومع ذلك، فإن عادات السيخ الخاصة بحرق الموتى كانت محظورة من قبل طالبان، وتم الاعتداء على المواقع الخاصة بحرق الجثث. بالإضافة إلى ذلك، طُلب من السيخ ارتداء قماشة صفراء أو حجاب للتعرف عليهم.

### القرن الواحد والعشرين

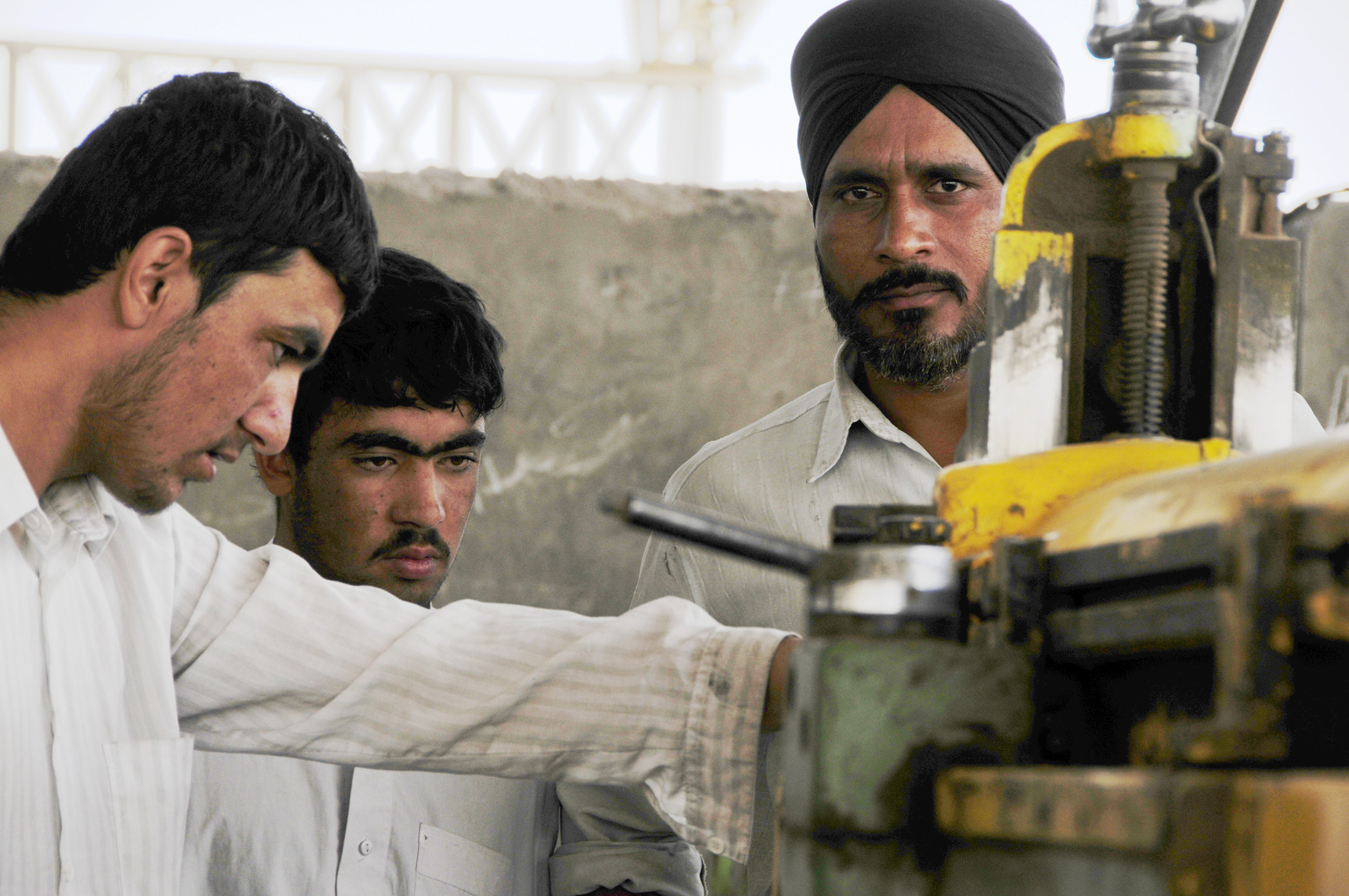
مجموعة من الرجال من ضمنهم رجل سيخي يعملون في مصنع في مدينة هراة.

حسب التقاليد السيخية، يَحرق السيخ موتاهم، وهو عمل ما يُعتبر تدنيساً في الإسلام. وأصبح حرق جثث الموتى مُشكلة كبيرة بين السيخ الأفغان، حيث استولى المسلمون على مناطق حرق جثث التقليدية، خاصةً في منطقة كلاجة في كابل، والتي استخدمها كل من السيخ والهندوس لأكثر من قرن. في عام 2003 اشتكى السيخ للحكومة الأفغانية من فقدان مواقغ حرق الجثث، مما أجبرهم على إرسال الجثة إلى باكستان ليتم إحراقها، وبعدها تحقق وزير الشؤون الدينية في القضية. وعلى الرغم من أنه تم الإبلاغ عن عودة مواقع حرق الجثث إلى سيطرة السيخ في عام 2006، في عام 2007 قيل أن المسلمين المحليين قاموا بضرب عدد من السيخ أثناء محاولتهم حرق جثة لأحد زعماء المجتمع السيخي، واستمرت الجنازة بحماية الشرطة فقط. واعتبارًا من عام 2010 لا يزال يتم الإبلاغ عن عدم قبول تقليد حرق جثث الموتى في كابُل من قِبل السكان المحليين.
في سبتمبر من عام 2013، وقعّ الرئيس الأفغاني حامد كرزاي مرسومًا تشريعيًا، يُحتفظ فيه بمقعد في الجمعية الوطنية في أفغانستان للأقلية الهندوسية والسيخية. ومع ذلك تم حظر هذا المرسوم من قبل البرلمان. دخل المرسوم حيز التنفيذ في نهاية المطاف في سبتمبر عام 2016 عندما تمت الموافقة عليه من قبل الرئيس أشرف غني أحمدزي.
في أعقاب الهجوم على جلال آباد في يونيو عام 2018، زار حامد كرزاي وأشرف غني أحمدزي غوردوارا كارتي باروان في كابُل لتقديم التعازي. وصف أشرف غني أحمدزي أقليات السيخ والهندوس في البلاد بأنها «فخر للأمة»، وفي مناسبة أخرى في تلك السنة وصفهم «كجزء لا يتجزأ» من تاريخ أفغانستان.

## المهجر
قبل عقد 1990، قُدر عدد السيخ الأفغان بحوالي 50,000 نسمة. واعتباراً من عام 2013 كان هناك حوالي 800 أسرة سيخيَّة، منها حوالي 300 أسرة تعيش في كابُل. ويزعم قادة السيخ في أفغانستان أن العدد الإجمالي للسيخ هو 3,000 شخص. اختارت العديد من عائلات السيخ الهجرة إلى بلدان أخرى بما في ذلك الهند وأمريكا الشمالية والاتحاد الأوروبي والمملكة المتحدة وباكستان وأماكن أخرى.